# NGC 1436
NGC 1436 (również NGC 1437 lub PGC 13687) – galaktyka spiralna z poprzeczką (SBab), znajdująca się w gwiazdozbiorze Erydanu. Należy do gromady w Piecu.
Galaktyka ta została odkryta 9 stycznia 1836 roku przez Johna Herschela, pozycja podana przez niego była jednak bardzo niedokładna. Ponownie Herschel obserwował ją 28 listopada 1837 roku. Tym razem obliczył pozycję prawidłowo, jednak ponieważ obie te pozycje dość znacznie się różniły, skatalogował galaktykę jako nowy obiekt pod innym numerem. John Dreyer błędu tego nie zauważył i w oparciu o obserwacje Herschela skatalogował tę galaktykę dwukrotnie jako NGC 1436 i NGC 1437.